# Ásgrímur Jónsson
Ásgrímur Jónsson (Galtafell, 4 de marzo de 1876 - Reikiavik, 5 de marzo de 1958) fue un pintor islandés.

## Biografía
Reputado como el primer pintor profesional de Islandia, Jónsson se destacó en el paisajismo y en la temática folclórica, evolucionando desde el naturalismo hasta el impresionismo. Había estudiado en la Real Academia de Bellas Artes de Copenhague desde 1897. Tras pasar luego dos años en Italia, regresó a Islandia en 1909. Su legado pasó a formar un pequeño museo ubicado en su estudio, hoy parte de la Galería Nacional. Su tumba se halla en el cementerio da la iglesia Gaulverjabæjar en  el municipio Flóahreppur en el sur de Islandia.

## Obra
- Monte Tindafjöll (1904)
- Desde Thingvöllum (1905)
- Búkolla, la vaca (1949)